# B1A4
B1A4 (tiếng Hàn: 비원에이포) là một nhóm nhạc thần tượng Hàn Quốc dưới sự quản lý của công ty WM Entertainment. Nhóm ra mắt vào ngày 23 tháng 4 năm 2011 trên sân khấu Music Core với 5 thành viên gồm Jinyoung, Baro, San Deul, Gongchan và CNU sau khi được giới thiệu trên mạng qua bộ truyên tranh trực tuyến "webtoon". "Let’s Fly" – album ra mắt của nhóm với "O.K" là ca khúc chủ đề đã gây sự chú ý cho người xem ngay từ cái nhìn đầu tiên. Tên nhóm B1A4 được đặt theo nhóm máu của các thành viên: 1 người nhóm máu B và 4 người nhóm máu A. Ngoài ra, B1A4 còn là viết tắt của cụm từ "Be The One, All For One" với hàm nghĩa tất cả các thành viên và fan đều là một, tất cả vì một người.

## Lịch sử

### Trước khi ra mắt
Lần lượt các thành viên đều được WM Entertainment phát hiện qua các trang mạng, các cuộc thi hát thiếu niên và từ một số bộ phim nhỏ lẻ. Các thành viên đã lần lượt được tập hợp và đào tạo kĩ năng hát, nhảy, diễn xuất, rap và sáng tác trong vòng 2 năm.

### 2011:Let's Fly,It's B1A5và chuyến lưu diễn đầu tiên tại Nhật Bản
B1A4 debut vào ngày 23 tháng 4 năm 2011 với album ‘Let’s Fly’ và MV ‘O.K’. Nhóm được giới thiệu trên mạng webtoons trước khi chính thức ra mắt. Trong album ‘Let’s Fly’ còn có ca khúc được leader Jin Young sáng tác. Là một tân binh trong làng giải trí Hàn Quốc, điều này thực sự đã thu hút nhiều sự quan tâm của giới khán thính giả. Nhóm biểu diễn live lần đầu tiên trên sân khấu Music Core của MBC vào ngày 23 tháng Tư. Trong tuần 1 tháng 5 năm 2011, nhóm được mời tham gia chương trình phát thành Starry Night.
Ngày 22 tháng 6 năm 2011, tập đầu tiên của chương trình MTV’s Match Up! được phát sóng với sự tham gia của Block B và B1A4. Tập này có giới thiệu về MV tiếp theo chuẩn bị trình làng của B1A4 ‘Only Learned the Bad Things’. Chương trình cho phép cả hai nhóm thể hiện tài năng âm nhạc cũng như sự quyễn rũ riêng của họ thông qua những hình ảnh của cuộc sống hàng ngày, công việc, cũng như hậu trường thực hiện chương trình âm nhạc Hàn Quốc. Show có tổng cộng 8 tập.
Jin Young đã ngất ngày sau khi việc quay MV ‘Only Learned the Bad Things’ kết thúc. Anh đã được đưa ngay vào bệnh viện và được chẩn đoán là bị viêm ruột.
Ngày 16 tháng 9 năm 2011, B1A4 trở lại với mini album thứ hai ‘It’s B1A4′ và bắt đầu chiến dịch quảng bá cho single "Beautiful Target". Teaser ‘Beautiful Target’ được tiết lộ vào ngày 8/9, Full MV được tiết lộ ngày 15/9. Beautiful Target với MV vui tươi trong sáng cùng vũ đạo bắt mắt làm xao xuyến các nuna-fans của mình với MV cực kỳ đáng yêu của những chàng hoàng tử ngọt ngào, quyến rũ. Họ cũng cho thấy một số cảnh quay vui nhộn, giúp mang lại sự chú ý cho nhóm. Một phiên bản khác của ‘Beautiful Target’ (Zoom Zoom ver) được phát hành ngày 6/10.
Vào tháng 12.2011 họ đã có chuyến lưu diễn tại Nhật và mặc dù chưa phát hành album nào tại Nhật nhưng B1A4 đã nhận được sự ủng hộ nhiệt tình của khán giả Nhật. Thật bất ngờ là sau buổi biểu diễn tất cả đồ lưu niệm như sticker, gậy phát sáng, khăn, móc khóa....đều đã được bán hết.
B1A4 đã giành được giải thưởng nhóm nhạc mới xuất sắc nhất tại SBS MTV Best Of the Best, 21st Seoul Music Awards, Japan's K-Pop Lovers!Giải 2011, Wave K's Super Rookies, Germany's So-Loved Awards 2011.

### 2012:Ignition,In The Windvà solo concert đầu tiên "BABA B1A4"
B1A4 đã giành được giải thưởng nhóm nhạc mới xuất sắc nhất tại 26th GDA, Gaon Chart Awards, Asia Song Festival,
Giữa tháng 3 năm 2012, boygroup 5 thành viên B1A4 đã trở lại với Kpop fan cùng album dài đầu tay IGNITION. Bên cạnh ca khúc chủ đề Baby I’m Sorry do leader Jinyoung tham gia sáng tác, 8 trên 11 ca khúc trong album này đều có sự tham gia thực hiện của các thành viên khác như Baro và CNU. 
Ngày 23 tháng 5, B1A4 đã phát hành 1 phiên bản repackage đặc biệt cho album "Ignition", và ca khúc chủ đề "Sleep Well Good Night", được sáng tác bởi nhóm trưởng của nhóm là Jin Young và được viết lời bởi cả Jinyoung và Baro, ca khuc chủ đề này hẳn đã thu hút được rất nhiều sự chú ý từ trước khi được phát hành chính thức với các video teaser của từng thành viên cá nhân trong nhóm.Ngoài ra, B1A4 sẽ khởi động chương trình quảng bá mới cho "Sleep Well Good Night" với màn biểu diễn trên KBS2 TV Music Bank vào ngày 25 tháng 5.
Nhóm nhạc thần tượng nổi tiếng B1A4 đã nhận được phản hồi rất tốt sau khi phát hành single ra mắt bằng tiếng Nhật của họ ‘Beautiful Target‘. B1A4 ra mắt chính thức tại Nhật với ‘Beautiful Target‘ vào ngày 27 tháng 6, và cũng vào ngày này, nhóm đã nằm trong top 5 trên bảng xếp hạng Oricon cùng với nhóm nhạc nam nổi tiếng Nhật Bản KAT-TUN và nhóm Girls' Generation. Ngoài ra, các chàng trai cũng giành được vị trí thứ 3 trên bảng xếp hạng hàng ngày của Tower Records, một trang web âm nhạc lớn nhất Nhật Bản.
Vào ngày 1 tháng 7 B1A4 đến Nhật để tham gia sự kiện bắt tay tại Tokyo Big Sight vào ngày 30 tháng 6. Sau đó nhóm chính thức gặp gỡ fans hâm mộ tại sự kiện đầu tiên của họ, được tổ chức tại Kawasaki Lazona Plaza 
Tháng 11 Album "In The Wind" đánh dấu sự trở lại của B1A4 sau khi phát hành full album đầu tiên ‘IGNITION’ hồi tháng 5. Album bao gồm 7 bài hát hoàn toàn mới. Gồm bài hát chủ đề "Tried To Walk" được sáng tác và viết lời bởi trưởng nhóm Jinyoung, "Be My Girl" solo bởi Jinyoung ft. Brown Eyed Girls Jea, "I Won’t Do Bad Things" có sự tham gia của Miss A Suzy, còn có "If…", "What Do You Want to Do" và "In The Air". Ngoài sự tham gia của Jinyoung, Baro còn tham gia viết lời rap cho toàn bộ các bài hát trong album.
Vào ngày 12 tháng 10, WM thông báo sẽ tổ chức concert đầu tiên của nhóm tên là BABA B1A4. Đã có khoảng 75000 người chờ mua và 8000 vé đã được bán sach trong vòng 5 phút sau khi mở. Ngày 8-9 tháng 12, B1A4 tổ chức concert đầu tiên BABA B1A4 tại sân vận động SK Olympic.

### 2013:What's Happening?và solo concert thứ 2 "Amazing Store"
Cuối tháng 1, B1A4 vinh dự giành được giải Bonsang Disk Award tại 27th GDA bên cạnh các nhóm nhạc đàn anh, đàn chị.
Ngày 6 tháng 5, nhóm phát hành mini album "What's Happening" và bán được 100000 bản. Nhờ mini album lần này, ngày 18 tháng 5 B1A4 lần đầu tiên đứng đầu bảng xếp hạng Music Core kể từ khi ra mắt.
Ngày 19 tháng 6, WM thông báo về solo concert thứ hai của B1A4 "Amazing Store". Vé được bán vào ngày 26 tháng 6 và hết sạch 10000 vé trong vòng 5 phút. Concert diễn ra từ ngày 7 đến 11 tháng 8 tại Uniqlo AX, mỗi ngày có khoảng 2500 người hâm mộ tham dự.

### 2014-nay:Who Am I,Solo Dayvà chuyến lưu diễn thế giới
Ngày 5 tháng 12 năm 2013, WM thông báo về concert "THE CLASS". Concert được tổ chức vào ngày 15, 16 tháng 2 tại sân vận động SK Olympic. Các teaser của các thành viên đã được tung ra trước đó.
Ngày 13 tháng 1, B1A4 phát hành MV và Full album thứ 2 "WHO AM I" với ca khúc chủ đề "Lonely" do Jinyoung sáng tác. Với album lần này, có thêm sự tham gia của CNU trong việc sáng tác. Album đứng đầu bảng xếp hạng của Gaon, "Lonely" cũng đứng thứ 2 trong hạng mục đĩa đơn. Họ trở lại trên sân khấu Music Bank vào ngày 17 tháng 1 sau khi giành được giải Bonsang Disk Award tại 28th GDA.
Ngày 14 tháng 7, B1A4 trở lại với mini album "SOLO DAY" với toàn bộ sáng tác, sản xuất, nội dung MV do chính tay B1A4 tham gia. B1A4 trở lại lần đầu tiên trên sân khấu tại M! Countdown ngày 17 tháng 7. Kỉ niệm 10 năm M! Countdown ngày 24 tháng 7, B1A4 đã cover "Lies", "Fantasic Baby" của nhóm nhạc tiền bối BIGBANG và giành được cúp chiến thắng của "SOLO DAY". Ngoài ra, B1A4 còn tham gia KCON2014 tại Los Angeles, Mĩ.
WM Entertainment thông báo về chuyến lưu diễn thế giới đầu tiên của B1A4 mang tên "ROAD TRIP". Concert được tổ chức ở Đài Loan vào ngày 23 tháng 8 và Thượng Hải ngày 30 tháng 8, sau đó các chàng trai sẽ mang concert đến Manila ngày 6 tháng 9, Melbourne ngày 18 tháng 9, Sydney ngày 20 tháng 9, New York ngày 3 tháng 10, Chicago ngày 5 tháng 10, Dallas ngày 8 tháng 10 và San Francisco ngày 11 tháng 10.
jin young baro bị loại

## Hình ảnh trước công chúng
B1A4 đã gây ấn tượng với công chúng bằng các hoạt động đáng chú ý và đang ngày càng thu hút fan nhờ hình tượng "chàng trai ngoan hiền" cùng phong cách âm nhạc hợp thời. B1A4 được biết đến nhiều nhất với biệt danh "idol tỉnh lẻ" vì họ đều đến từ các miền quê. Trưởng nhóm JinYoung và ShinWoo đến từ Chungcheong, Cheongju, SanDeul đến từ Busan và Baro đến từ Gwangju. Quê nhà của cậu em út, GongChan, ở mãi tận Jeonnam, Soonchun. B1A4 còn được biết đến là các "idol thể thao" khi họ giành được huy chương vàng ở môn bắn cung, đấu kiếm, chạy nhanh, huy chương đồng ở môn nhảy cao. Ngoài ra họ còn có biệt danh khác là các "idol lá mầm" nhờ kiểu nhảy lá mầm trong "Beautiful Target".

## Fanclub
- Tên: BANA
- Màu chính thức: Pastel Apple Lime
- Lightstick: Ppyeong

## Thành viên
| Nghệ danh | Nghệ danh | Tên thật      | Tên thật      | Tên thật       | Ngày sinh         |
| Romanized | Hangul    | Romanized     | Hangul/Hanja  | Hán việt       | Ngày sinh         |
| --------- | --------- | ------------- | ------------- | -------------- | ----------------- |
| CNU       | 신우      | Shin DongWoo  | 신동우/申東佑 | Thân Đông Vũ   | 16 tháng 6, 1991  |
| Jinyoung  | 진영      | Jung JinYoung | 정진영/鄭振永 | Trịnh Trân Anh | 18 tháng 11, 1991 |
| Sandeul   | 산들      | Lee JungHwan  | 이정환/李征桓 | Lý Chính Hoan  | 20 tháng 3, 1992  |
| Baro      | 바로      | Cha SunWoo    | 차선우/車善玗 | Xa Tuyên Vũ    | 5 tháng 9, 1992   |
| Gongchan  | 공찬      | Gong ChanShik | 공찬식/孔燦植 | Khổng Xán Thực | 14 tháng 8, 1993  |

## Danh sách đĩa nhạc
| Album phòng thu - 2012: Ignition - 2014: Who Am I - 2016: Good Timing Mini Album (EP) - 2011: Let's Fly - 2011: It B1A4 - 2012: In The Wind - 2013: What's Happening? - 2014: Solo Day - 2015: Sweet Girl - 2017: Rollin' | Album phòng thu - 2012: [1] - 2014: [2] - 2016: [3] - 2017: [4] - 2018: [5] |

## Danh sách video

### Video âm nhạc
| Năm  | Music video                                        | Length |
| ---- | -------------------------------------------------- | ------ |
| 2011 | "O.K"                                              | 4:13   |
| 2011 | "Only Learned the Bad Things"                      | 3:43   |
| 2011 | "Beautiful Target"                                 | 3:43   |
| 2011 | "Beautiful Target" (ZOOM ZOOM Version)             | 3:23   |
| 2012 | "Baby I'm Sorry"                                   | 3:38   |
| 2012 | "Baby Good Night"                                  | 3:47   |
| 2012 | "Beautiful Target" (Japanese Version)              | 3:41   |
| 2012 | "Baby Good Night" (Japanese Version)               | 3:51   |
| 2012 | "Tried to Walk"                                    | 3:59   |
| 2013 | "What's Happening?"                                | 3:23   |
| 2013 | "What's Happening? What - Why?" (Japanese Version) | 3:26   |
| 2013 | "그대와 함께 (With You) (Reply 1994 OST)"          | 3:15   |
| 2014 | "Lonely"                                           | 4:14   |
| 2014 | "Solo Day"                                         | 5:12   |
| 2014 | "Solo Day" (Japanese Version)                      | 5:12   |
| 2015 | "White Miracle" (Shiroi Kiseki)                    | 4:07   |
| 2015 | "Sweet Girl"                                       | 4:08   |
| 2015 | "It's Chrismas Time"                               | 3:50   |
| 2016 | "A Lie"                                            | 3:39   |
| 2017 | "Rollin' "                                         | 3:13   |

### Chương trình truyền hình
- MTV Match Up – with Block B (2011)
- MTV Selca Diary Special (2012)
- Mnet Wide Entertainment: Sesame Player Season 3 (2012)
- MTV B1A4 Hotline Season 1 (Japan) (2012)
- KBS Joy B1A4's Hello Baby – season 6 (2012)
- MTV B1A4 Hotline Season 2 (Japan) (2013)
- Mnet America: Go! B1A4 (2014)
- MBC B1A4’s One Fine Day (2014) (Wonderful day ss3)

### Webdrama
- SBS December's Gift

## Chuyến lưu diễn
Chuyến lưu diễn Hàn Quốc
- 2011: BABA B1A4
- 2012: Amazing Store
- 2013: THE CLASS
- 2014: Road Trip
- 2015: B1A4 ADVENTURE
- 2016: B1A4 Live Space

Chuyến lưu diễn Nhật Bản
- 2013: BABA B1A4 in Japan
- 2013: Amazing Store in Japan [Zepp Tour]
- 2014: Listen To The B1A4 [Arena Tour]
- 2015: The Great World Of B1A4
- 2017: B1A4 Be The One

Chuyến lưu diễn thế giới
- 2014: B1A4 Road Trip - Ready?
- 2015: B1A4 ADVENTURE

## Giải thưởng và đề cử
| Năm  | Program                                      | Giải                                | Kết quả   | Ref   |
| ---- | -------------------------------------------- | ----------------------------------- | --------- | ----- |
| 2011 | Mnet Asian Music Awards                      | Best New Male Artist                | Đề cử     | [96]  |
| 2011 | SBS MTV Best of the Best                     | Hot Debut Star                      | Đoạt giải | [97]  |
| 2011 | SBS MTV Best of the Best                     | Best New Artist                     | Đề cử     | [97]  |
| 2011 | 26th Golden Disk Awards                      | Best Newcomer Award                 | Đoạt giải | [98]  |
| 2011 | 21st Seoul Music Awards                      | Best Newcomer Award                 | Đoạt giải | [99]  |
| 2011 | Wave K's Super Rookies                       | Super Rookies for 2012              | Đoạt giải | [100] |
| 2012 | Gaon Chart K-Pop Awards                      | Best Male Newcomer                  | Đoạt giải | [101] |
| 2012 | Asia Song Festival                           | New Asian Artist                    | Đoạt giải | [102] |
| 2013 | Japan Gold Disc Awards                       | New Artist of The Year              | Đoạt giải | [61]  |
| 2013 | Japan Gold Disc Awards                       | Best 3 New Artists                  | Đoạt giải | [61]  |
| 2013 | 27th Golden Disk Awards                      | Disk Bonsang                        | Đoạt giải | [103] |
| 2013 | Mnet Asian Music Awards                      | Best Dance Performance - Male Group | Đề cử     | [104] |
| 2013 | Mnet Asian Music Awards                      | BC - UnionPay Song of the Year      | Đề cử     | [104] |
| 2013 | SBS MTV Best of the Best Awards              | Best Male Group                     | Đề cử     | [105] |
| 2014 | Seoul Music Awards                           | Popularity Award                    | Đoạt giải | [106] |
| 2014 | Seoul Music Awards                           | Bonsang Award                       | Đoạt giải |       |
| 2014 | 28th Golden Disk Awards                      | Disk Bonsang Album                  | Đoạt giải | [106] |
| 2014 | 28th Golden Disk Awards                      | Popularity Award                    | Đề cử     |       |
| 2014 | 16th Seoul International Youth Film Festival | Best OST by a Male Artist           | Đề cử     |       |
| 2014 | MNET Asian Music Awards                      | Best Male Group                     | Đề cử     |       |
| 2014 | MNET Asian Music Awards                      | BC Union Pay Artist of the Year     | Đề cử     |       |
| 2015 | 29th Golden Disk Awards                      | Disk Bonsang Album                  | Đoạt giải |       |
| 2015 | Seoul Music Awards                           | Bonsang Awards                      | Đoạt giải | [107] |
| 2015 | 21st Korean Entertainment Arts Awards        | Popularity Award Choose By Netizen  | Đoạt giải |       |
| 2015 | MTV Europe Music Awards                      | Best Korean Act                     | Đề cử     |       |

### Chương trình âm nhạc
| Năm  | Ngày       | Bài hát             | Ref   |
| ---- | ---------- | ------------------- | ----- |
| 2013 | 18 tháng 5 | "What's Happening?" | [ 1 ] |
| 2014 | 25 tháng 1 | "Lonely"            | [ 2 ] |
| 2014 | 8 tháng 2  | "Lonely"            | [ 3 ] |

| Năm  | Ngày       | Bài hát    | Ref   |
| ---- | ---------- | ---------- | ----- |
| 2014 | 22 tháng 1 | "Lonely"   | [ 4 ] |
| 2014 | 29 tháng 1 | "Lonely"   | [ 5 ] |
| 2014 | 5 tháng 2  | "Lonely"   | [ 6 ] |
| 2014 | 23 tháng 7 | "Solo Day" | [ 7 ] |

| Năm  | Ngày       | Bài hát    | Ref    |
| ---- | ---------- | ---------- | ------ |
| 2014 | 24 tháng 1 | "Lonely"   | [ 8 ]  |
| 2014 | 31 tháng 1 | "Lonely"   | [ 9 ]  |
| 2014 | 25 tháng 7 | "Solo Day" | [ 10 ] |

| Năm  | Ngày       | Bái hát  | Ref    |
| ---- | ---------- | -------- | ------ |
| 2014 | 26 tháng 1 | "Lonely" | [ 11 ] |

| Năm  | Ngày       | Bài hát    | Ref    |
| ---- | ---------- | ---------- | ------ |
| 2014 | 24 tháng 7 | "Solo Day" | [ 12 ] |